# Estação Guapimirim
Guapimirim é uma estação de trem localizada no centro do município de Guapimirim, na Região do Grande Rio, no estado do Rio de Janeiro. Normalmente, é a estação de menor movimento do ramal, mas que recebe, em média, mais de 22,3 mil passageiros nos meses da primavera/verão, que chegam de trem na cidade, em busca das cachoeiras que são pontos turísticos.
A estação foi operada pela Central até 29 de Maio de 2011, quando o Ramal de Guapimirim foi repassado para SuperVia.
No dia 23 de Março de 2023, 11 anos depois do primeiro anúncio, o então Secretário de Transportes do Rio de Janeiro, Washington Reis, anunciou, após vistoria in-loco ao Ramal, que iria até a China em Abril do mesmo ano negociar a compra de novas composições de VLT para a modernização e revitalização do trecho.

## História

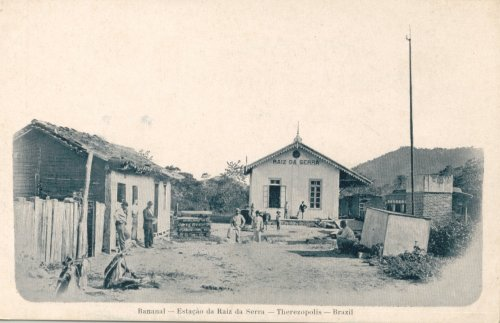
Estação de Raiz da Serra, primeiro nome da Estação de Guapimirim. Foto do livro de Carlos Cornejo e Eduardo Gerodetti, Lembranças do Brasil - As Ferrovias nos Cartões Postais e Álbuns de Lembranças

A Estação de Guapimirim foi aberta em 1896 no primeiro trecho da Estrada de Ferro Teresópolis e teve diversos nomes, como Raiz da Serra, Guapi, Bananal, Guararema e a última delas, Estação Alcindo Guanabara, foi em homenagem ao filho de Guapimirim, jornalista, político e membro fundador da Academia Brasileira de Letras. Um relato do ano de 1929 dizia que Alcindo, que pretendia chegar a Teresópolis, iniciou sua viagem na Estação Barão de Mauá, nos velhos trens de madeira puxados por máquinas a vapor, até Magé, de onde seguia para Guapimirim.
Até 1901 era a estação terminal, e mesmo depois disso; nesse ano se iniciaram as obras para o trecho mais difícil, o da serra. A região se desenvolveu por causa do trem; é notório que nos anos 1950, a maior parte da população do local eram ferroviários da Central do Brasil e lavradores. Aliás, fato curioso: apesar de sair da Estação de Barão de Mauá e transitar pela linha da Leopoldina até Magé, onde saía para Guapimirim, a linha era manejada pela Central desde 1919. 

### Atualmente
Com a supressão do trecho entre Guapimirim e Teresópolis em 1957, a estação voltou a ser estação terminal, o que permanece até hoje. Trens da antiga Flumitrens, batizada de Central, e que hoje são operados pela SuperVia chegam até a estação, num transporte precário e com acomodações irregulares, porém pontual e com uma demanda considerável. Mas chega, o que é uma raridade no Brasil ferroviário atual. Desde 1990, Guapimirim, então um distrito de Magé, passou a ser município. 
A sua charmosa estação atualmente, permanece sendo a mesma de 1896, sendo um dos poucos municípios brasileiros a possuir um terminal ferroviário original do século XIX, ainda em pleno funcionamento.

## História do Ramal de Guapimirim

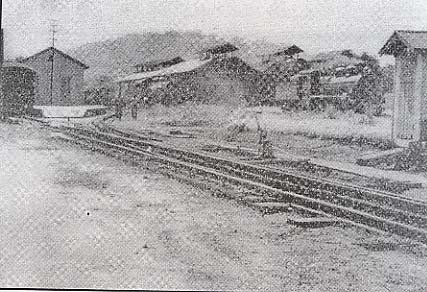
Estação e pátio, foto sem data. Cedida por Pedro Paulo Resende.

A ferrovia que ligava Magé a Teresópolis foi concluída em 1908, partindo do Porto da Piedade, nos fundos da Baía da Guanabara e chegando ao Alto de Teresópolis. Depois de diversas inaugurações parciais de trechos a partir da Piedade desde 1896, em 1919 a ferrovia foi encampada pela Estrada de Ferro Central do Brasil, que prolongou a linha até a Várzea, na região central de Teresópolis.
Já antes de 1940, porém, o trecho entre Porto da Piedade e Magé foi suprimido, e os trens para Teresópolis, operados pela Central do Brasil, passaram a sair da Estação Barão de Mauá e seguindo pela linha da Estrada de Ferro Leopoldina até Magé, daí entravam pela linha original.
Em 9 de março de 1957, a linha foi entregue à Leopoldina, que imediatamente suprimiu o trecho Guapimirim-Teresópolis. Hoje, a cidade do Rio de Janeiro é ligada a Guapimirim pelo Ramal de Guapimirim, onde a transferência dos trens elétricos para os trens a diesel é feita na Estação de Saracuruna. Esse ramal é operado desde 2011 pela SuperVia.

### Obras para o VLT
O Ramal de Guapimirim receberia no trecho entre as estações de Saracuruna e de Magé, os carros do Veículo Leve Sob Trilhos (VLT) da cidade de Macaé, que seriam adquiridos pelo Governo do Estado em 2012 e que entrariam em circulação para as Olimpíadas Rio 2016. 
A SuperVia chegou a entregar no dia 04 de Abril de 2014, a Estação de Magé totalmente reformada e reformaria outras 2 das 13 em operação naquele ano, a Estação de Suruí e Estação de Guapimirim. Conforme era esperado, apenas as outras duas estações ficaram sem reforma e o ramal sem o VLT.
A chances do trem ser um novo atrativo para os turistas e moradores ficou comprovada depois que o fluxo de passageiros na estação Magé dobrou consideravelmente depois de sua reforma, passando de 7 mil para 33,6 mil em apenas 2 meses. Parte desse aumento se deu também a realizações de viagens extras em período experimental entre as estações Magé e Saracuruna, dobrando diariamente o número de viagens de 8 para 16. A nova estrutura e identidade visual se tornou convidativa, mas a precariedade na grade de horários e nos vagões dos trens ainda é um problema que gera reclamações contantes por parte dos usuários.
As condições do ramal apesar de algumas melhoras, permanece sendo das mais irregulares, e a falta de manutenção na limpeza dos vagões e na reativação de algumas estações abandonadas são reclamações constantes dos usuários que exigem uma valorização maior deste ramal, de necessidade extrema e fundamental aos moradores da região que precisam se deslocar à capital fluminense, fora a sua importância turística e histórica. 
No dia 23 de Março de 2023, o então Secretário de Transportes do Rio de Janeiro, Washington Reis, anunciou em suas redes sociais, após vistoria in-loco ao ramal, que iria até a China em Abril do mesmo ano negociar a compra de novas composições de VLT para a modernização e revitalização do trecho. 